# Serjania acuta
Serjania acuta är en kinesträdsväxtart som beskrevs av Triana & Planch.. Serjania acuta ingår i släktet Serjania och familjen kinesträdsväxter. Inga underarter finns listade i Catalogue of Life.